# Kompania graniczna KOP „Boryszkowce”
Kompania graniczna KOP „Boryszkowce” – pododdział graniczny Korpusu Ochrony Pogranicza pełniący służbę ochronną na granicy polsko-radzieckiej.

## Formowanie i zmiany organizacyjne
Sformowana w 1925 w strukturze 14 batalionu ochrony pogranicza jako 1 kompania graniczna „Boryszkowce”. .
W listopadzie 1936 kompania liczyła 2 oficerów, 9 podoficerów, 5 nadterminowych i 96 żołnierzy służby zasadniczej.
W wyniku realizacji drugiej fazy reorganizacji KOP, w czerwcu 1937 w batalionie KOP „Borszczów” została zlikwidowana 1 kompania graniczna „Boryszkowce” i 4 kompania graniczna „Korolówka”, a utworzona 1 kompania graniczna „Mielnica”. Kompania Mielnica przejęła odcinek dotychczasowej 1 kompanii „Boryszkowice” i resztę odcinka zlikwidowanej kompanii „Korolówka”. Dla 1 kompanii „Mielnica” wynajęto pomieszczenia koszarowe. W jej skład weszły strażnice: „Ujscie Biskupie”, „Mielnica”, „Wojkowce”, „Bielowce”, „Okopy Św Trójcy” i „Boryszkowce”. Kompania objęła odcinek począwszy od punktu styku z odcinkiem SG - słup graniczny 57/3.

## Służba graniczna
Podstawową jednostką taktyczną Korpusu Ochrony Pogranicza przeznaczoną do pełnienia służby ochronnej był batalion graniczny. Odcinek batalionu dzielił się na pododcinki kompanii, a te z kolei na pododcinki strażnic, które były „zasadniczymi jednostkami pełniącymi służbę ochronną”, w sile półplutonu. Służba ochronna pełniona była systemem zmiennym, polegającym na stałym patrolowaniu strefy nadgranicznej i tyłowej, wystawianiu posterunków alarmowych, obserwacyjnych i kontrolnych stałych, patrolowaniu i organizowaniu zasadzek w miejscach rozpoznanych jako niebezpieczne, kontrolowaniu dokumentów i zatrzymywaniu osób podejrzanych, a także utrzymywaniu ścisłej łączności między oddziałami i władzami administracyjnymi. Miejscowość, w którym stacjonowała kompania graniczna, posiadała status garnizonu Korpusu Ochrony Pogranicza. Po stronie sowieckiej granicę ochraniały zastawy „Wojtkowce”, „Laszkowce” i „Isakowce” z komendantury „Żwaniec” . 
Kompanie sąsiednie:
- 3 kompania graniczna KOP „Kudryńce” ⇔ 4 kompania graniczna KOP „Korolówka” – 1928[9], 1929[10], 1931[8] , 1932[11], 1934[12]

## Struktura organizacyjna

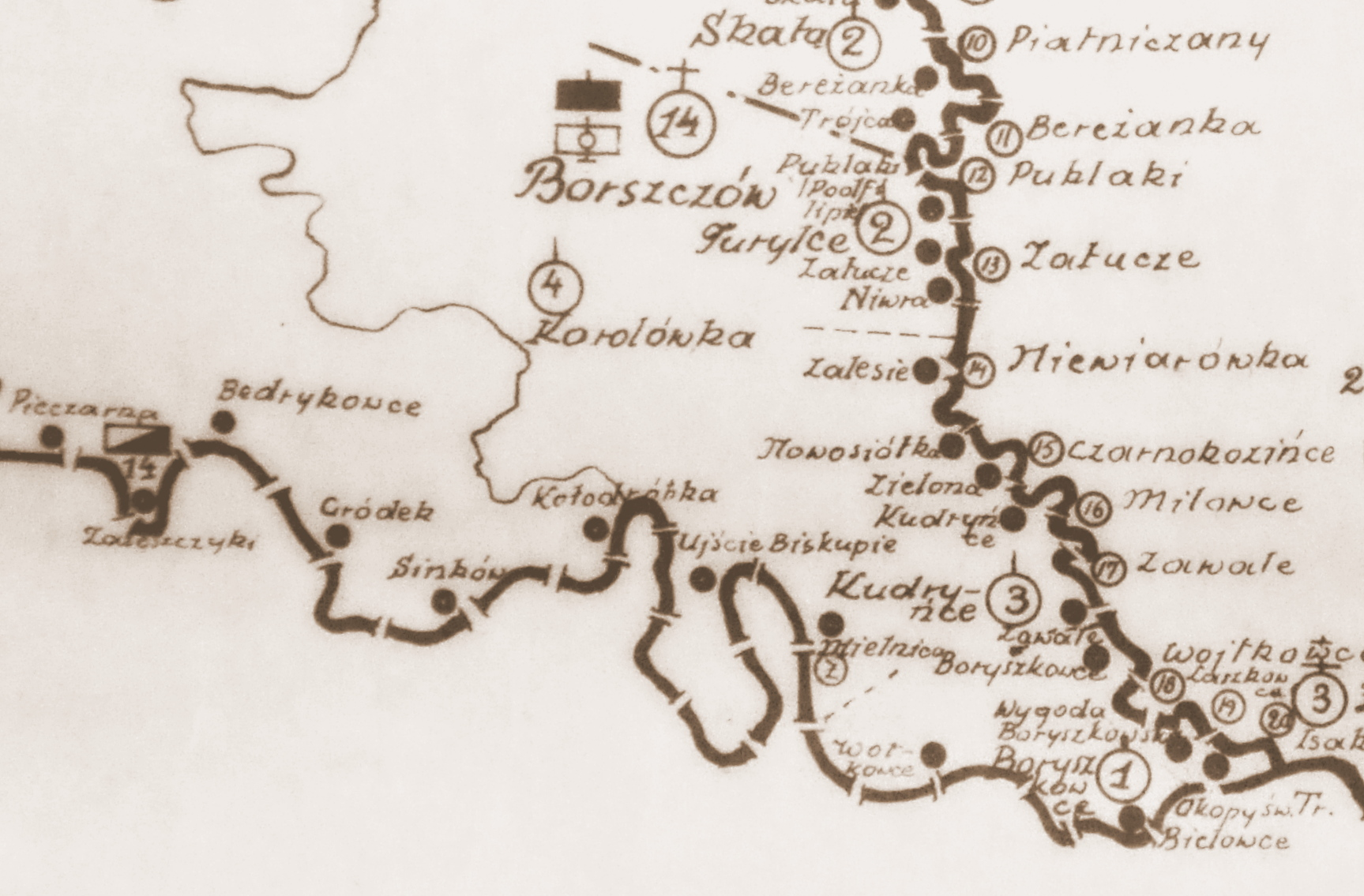
Rozmieszczenie batalionu KOP „Borszczów” w 1931

Strażnice kompanii w latach 1928 – 1934 
- strażnica KOP „Boryszkowce”[b]
- strażnica KOP „Wygoda Boryszkowiecka”[c][d]
- strażnica KOP „Okopy św. Trójcy”[e]
- strażnica KOP „Bielowce”[f]
- strażnica KOP „Wołkowce”[g]

## Dowódcy kompanii
- kpt. Dionizy Błeszyński (28 III 1930 -był 30 IV 1931)[1]
- kpt. piech. Franciszek II Baran (1 IX 1936 – 2 VI 1937)[13]